# Кузнецов, Анатолий Владимирович
Анатолий Владимирович Кузнецов (род. 25 декабря 1937 года, Москва, РСФСР, СССР — 26 августа 2010 года, Москва, Россия) — советский и российский художник кино и телевидения. Член-корреспондент Российской академии художеств (2009). Народный художник Российской Федерации (2001).

## Биография
Родился 25 декабря 1937 года в Москве, где жил и работал.
В 1958 году — окончил Московское государственное художественное училище памяти 1905 года.
В 1964 году — окончил художественный факультет ВГИКа, у Ф. С. Богородского, И. А. Шпинеля.
С 1964 по 1990 годы — художник-постановщик киностудии «Мосфильм».
Вёл преподавательскую деятельность: Государственная академия славянской культуры (с 1994), художественный факультет ВГИК (с 1995), Московская академия образования Натальи Нестеровой (1999), заведующий кафедрой живописи.
В 2006 году — присвоено учёное звание профессора.
В 2009 году — избран членом-корреспондентом Российской академии художеств.
С 1968 года — член Союза художников СССР, с 1974 года — член Союза кинематографистов СССР.
Анатолий Владимирович Кузнецов умер 26 августа 2010 года в Москве.

## Творческая деятельность
Основные работы в кино: «Сказка о царе Салтане» (1966), «Джамиля» (1968), «Опекун» (1970), «Я — Тянь-Шань» (1973), «Горянка» (1977), «Вас ожидает гражданка Никанорова» (1978), «Экипаж» (1979), «Василий и Василиса» (1981), «Очарованный странник» (1990).

## Награды
- Народный художник Российской Федерации (2001)[1]
- Заслуженный художник РСФСР (1988)
- Золотая медаль РАХ (2005)